# Isma Cerro
Ismael Cerro Sánchez (Cáceres, 7 de julio de 1995), conocido deportivamente como Isma Cerro, es un futbolista español que juega como delantero en el Bergantiños F. C. de la Segunda Federación.

## Trayectoria
Formado en las categorías inferiores del C. D. Diocesano, se incorporó a la cantera del Real Madrid C. F. en 2012. Allí militó durante dos años en el equipo de la División de Honor Juvenil, con el que conquistó la Copa del Rey 2013 y la Copa de Campeones 2014, aunque no pudo disputar la final de esta última debido a una lesión. En la campaña 2014-15 pasó a formar parte de la plantilla del Real Madrid C. F. "C" en la Tercera División y durante la temporada 2015-16 estuvo cedido en el Real Racing Club de Santander de la Segunda División B.
En julio de 2016 fichó por el Real Sporting de Gijón "B", con el que consiguió un ascenso a Segunda División B en la campaña 2016-17. Durante la temporada 2017-18 marcó doce goles en treinta y siete partidos en la categoría de bronce y, al término de la misma, pasó a formar parte de la plantilla del Real Sporting de Gijón. Jugó su primer partido el 18 de octubre de 2018 en la segunda eliminatoria de la Copa del Rey frente al C. F. Rayo Majadahonda. El 11 de noviembre debutó en Segunda División en un encuentro disputado frente al Málaga C. F. que terminó con el resultado de 2-2. En la siguiente jornada partió como titular en el derbi asturiano ante el Real Oviedo, pero tuvo que ser sustituido por una lesión a los dos minutos del comienzo del partido.
En enero de 2020 fue cedido al C. D. Badajoz hasta final de temporada. En septiembre rescindió su contrato con la entidad asturiana y se marchó al F. C. Andorra, donde estuvo hasta final de año  antes de recalar en el C. D. Guijuelo.
Tras varios meses sin equipo, en enero de 2022 fichó por el C. D. Coria que militaba en la Segunda División RFEF. En temporada y media anotó siete goles en 42 partidos y en julio de 2023 firmó por dos años con el Real Avilés C. F. Cumplió uno de ellos, ya que para la siguiente campaña se unió al Club Marino de Luanco. Marcó ocho goles en su único año allí y en julio de 2025 se unió al Bergantiños F. C.

## Clubes
| Club                          | País    | Año       |
| ----------------------------- | ------- | --------- |
| Real Madrid C. F. "C"         | España  | 2014-2015 |
| Real Racing Club de Santander | España  | 2015-2016 |
| Real Sporting de Gijón "B"    | España  | 2016-2018 |
| Real Sporting de Gijón        | España  | 2018-2020 |
| C. D. Badajoz                 | España  | 2020      |
| F. C. Andorra                 | Andorra | 2020      |
| C. D. Guijuelo                | España  | 2021      |
| C. D. Coria                   | España  | 2022-2023 |
| Real Avilés C. F.             | España  | 2023-2024 |
| Club Marino de Luanco         | España  | 2024-2025 |
| Bergantiños F. C.             | España  | 2025-     |

## Palmarés

### Títulos nacionales
| Título           | Club                       | País   | Año  |
| ---------------- | -------------------------- | ------ | ---- |
| Tercera División | Real Sporting de Gijón "B" | España | 2017 |